# Dissoprumna
Dissoprumna is een geslacht van vlinders van de familie Uraniavlinders (Uraniidae).

## Soorten
- D. erycinaria (Guenée, 1857)
- D. plenifascia (Rebel, 1914)